# Лексингтон (город, Миннесота)
Лексингтон (англ. Lexington) — город в округе Анока, штат Миннесота, США. По данным переписи за 2010 год число жителей города составляло 2049 человек.

## Географическое положение

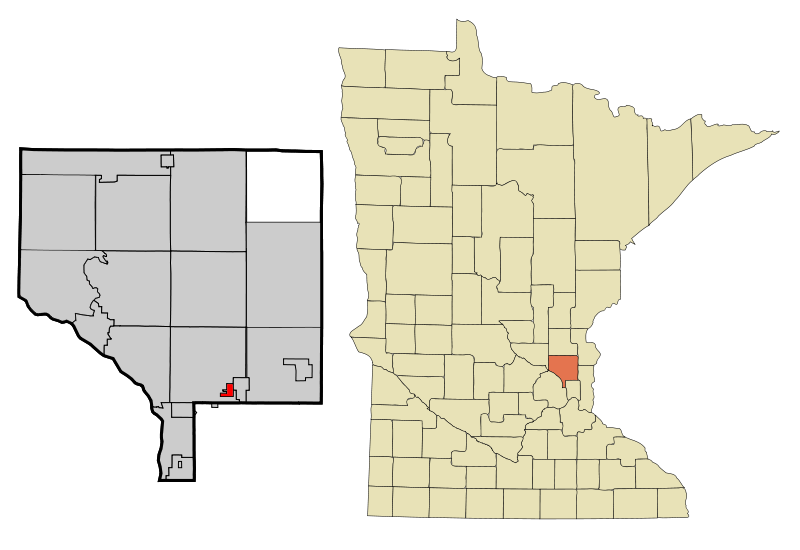
Лексингтон на карте округа и штата

По данным Бюро переписи населения США город имеет общую площадь в 1,79 км². Лексингтон — северный пригород агломерации Миннеаполис — Сент-Пол, расположенный между городами Серкл-Пайнс и Блейн.

## История
Археологические исследования показали присутствие индейцев дакота и оджибве около Лексингтона. В 1862 году на территорию прибыли первые поселенцы, которые к 1877 году организовали тауншип Блейн. На его территории был расположен будущий город. Лексингтон был инкорпорирован как деревня 21 мая 1950 года с населением в 569 человек.

## Население
По данным переписи 2010 года население Лексингтона составляло 2049 человек (из них 52,0 % мужчин и 48,0 % женщин), в городе было 787 домашних хозяйств и 519 семей. На территории города была расположена 861 постройка со средней плотностью 481 постройка на один квадратный километр суши. Расовый состав: белые — 87,8 %, афроамериканцы — 2,7 %, азиаты — 3,0 %, коренные американцы — 1,1 %.
Население города по возрастному диапазону по данным переписи 2010 года распределилось следующим образом: 25,5 % — жители младше 18 лет, 4,2 % — между 18 и 21 годами, 63,8 % — от 21 до 65 лет и 6,5 % — в возрасте 65 лет и старше. Средний возраст населения — 34,6 лет. На каждые 100 женщин в Лексингтоне приходилось 108,4 мужчин, при этом на 100 совершеннолетних женщин приходилось уже 111,8 мужчин сопоставимого возраста.
Из 787 домашнего хозяйства 65,9 % представляли собой семьи: 43,6 % совместно проживающих супружеских пар (18,4 % с детьми младше 18 лет); 15,1 % — женщины, проживающие без мужей и 7,2 % — мужчины, проживающие без жён. 34,1 % не имели семьи. В среднем домашнее хозяйство ведут 2,60 человека, а средний размер семьи — 3,13 человека. В одиночестве проживали 25,7 % населения, 4,3 % составляли одинокие пожилые люди (старше 65 лет).

## Экономика
В 2016 году из 1539 человек старше 16 лет имели работу 1039. При этом мужчины имели медианный доход в 48 000 долларов США в год против 35 682 долларов среднегодового дохода у женщин. В 2014 году медианный доход на семью оценивался в 64 000 $, на домашнее хозяйство — в 52 586 $. Доход на душу населения — 23 468 $ в год.